# Гостре
Го́стре — селище Курахівської міської громади Покровського району Донецької області, Україна. Відстань до Селидового становить близько 22 км і проходить автошляхом місцевого значення.

## Населення

### Мова
Розподіл населення за рідною мовою за даними перепису 2001 року:
| Мова       | Кількість | Відсоток |
| ---------- | --------- | -------- |
| російська  | 632       | 71.41%   |
| українська | 253       | 28.59%   |
| Усього     | 885       | 100%     |

Динаміка зміни населення Гострого за роками: